# Liván Soto
Liván Enrique Soto (Valencia, Venezuela, 22 de junio de 2000), más conocido como Liván Soto, es un jugador profesional venezolano de béisbol que se desempeña en la posición de campocorto en Baltimore Orioles, equipo de las Grandes Ligas de Béisbol (MLB).

## Carrera
Soto hizo su debut en la MLB con el equipo Los Angeles Angels, en el cual jugó dos temporadas (2022-2023), después pasó a Cincinnati Reds (2024), posteriormente a Baltimore Orioles, donde lleva jugando una temporada.